# Nonciature apostolique en Pologne
La nonciature apostolique en Pologne constitue la représentation officielle du Saint-Siège à Varsovie, où réside le nonce apostolique.

## Histoire
Entre 1947 et 1975, les relations sont interrompues car le Vatican ne reconnaît pas le régime communiste en place en Pologne.

## Nonces apostoliques à Varsovie

### Près duRoyaume de Pologne
- Luigi Lippomano (1555-1557), également évêque de Vérone
- Camillo Mantuano (it) (1558-1560), également évêque de Satriano et Campagna (en)
- Berardo Bongiovanni (en) (1560-1563), également évêque de Camerino
- Giovanni Francesco Commendone (1563-1565), également évêque de Céphalonie et Zante (it)
- Giulio Ruggiero (1566-1568)

### Près de laRépublique des Deux Nations
- Vincenzo dal Portico (1568-1573)
- Vincenzo Lauro (1573-1578), également évêque de Mondovi
- Giovanni Andrea Caligari (it) (1578-1581), également évêque de Bertinoro
- Alberto Bolognetti (1581-1585), également évêque de Massa Marittima
- Gerolamo Vitale de Buoi (en) (1585-1587), également évêque de Camerino
- Annibale di Capua (it) (1587-1591), également archevêque de Naples
- Nicolò Mascardi (1591-1592), également évêque de Mariana et Accia (en)
- Germanico Malaspina (sv) (1592-1598), également évêque de San Severo
- Claudio Rangoni (en) (1598-1606), également évêque de Reggio d'Émilie
- Francesco Simonetta (en) (1606-1612), également évêque de Foligno
- Lelio Ruini (1612-1614), également évêque de Bagnoregio
- Francesco Diotallevi (en) (1614-1621), également évêque de Sant' Angelo dei Lombardi-Bisaccia (en)
- Cosimo de Torres (1621-1622), également archevêque titulaire d'Andrinople-en-Hémimont (de)
- Giovanni Battista Lancellotti (it) (1622-1627), également évêque de Nole
- Antonio Santacroce (1627-1631), également archevêque titulaire de Séleucie-en-Isaurie (de)
- Onorato Visconti (it) (1631-1635), également archevêque titulaire de Larissa-en-Thessalie
- Mario Filonardi (1635-1644), également archevêque d'Avignon
- Giovanni de Torres (it) (1645-1652), également archevêque titulaire d'Andrinople-en-Hémimont (de)
- Pietro Vidoni (1652-1660), également évêque de Lodi
- Antonio Pignatelli (1660-1668), également archevêque titulaire de Larissa-en-Thessalie
- Galeazzo Marescotti (1668-1670), également archevêque titulaire de Corinthe
- Francesco Nerli (juin 1670-décembre 1670), également archevêque titulaire d'Andrinople-en-Hémimont (de)
- Angelo Maria Ranuzzi (1671-1673), également archevêque titulaire de Damiette (de)
- Francesco Buonvisi (1673-1675), également archevêque titulaire de Thessalonique (de)
- Francesco Martelli (1675-1680), également archevêque titulaire de Corinthe
- Opisto Pallavicini (1680-1686), également archevêque titulaire d'Éphèse (de)
- Giacomo Cantelmo (1686-1689), également archevêque titulaire de Césarée-en-Cappadoce (de)
- Andrea Santacroce (1690-1696), également archevêque titulaire de Séleucie-en-Isaurie (de)
- Gianantonio Davia (1696-1698), également archevêque titulaire de Thèbes (de)
- Michelangelo Conti (1698-1700), également archevêque titulaire de Tarse
- Francesco Pignatelli (1700-1703), également archevêque de Tarente
- Orazio Filippo Spada (1703-1704), également archevêque titulaire de Thèbes (de)
- Giulio Piazza (1794-1709), également archevêque titulaire de Rhodes (de)
- Niccolò Spinola (1709-1715), également archevêque titulaire de Thèbes (de)
- Girolamo Grimaldi (1715-1720), également archevêque titulaire d'Édesse-en-Osroène
- Girolamo Archinto (it) (1720-1721), également archevêque titulaire de Tarse
- Vincenzo Santini (pl) (1721-1728), également archevêque titulaire de Trébizonde (de)
- Camillo Paolucci (1728-1738), également archevêque titulaire d'Iconium (de)
- Fabrizio Serbelloni (1738-1746), également archevêque titulaire de Patras
- Alberico Archinto (1746-1754), également archevêque titulaire de Nicée
- Niccolò Serra (1754-1760), également archevêque titulaire de Mytilène (de)
- Antonio Eugenio Visconti (1760-1766), également archevêque titulaire d'Éphèse (de)
- Angelo Maria Durini (1766-1772), également archevêque titulaire d'Ancyre (de)
- Giuseppe Garampi (1772-1775), également archevêque titulaire de Bérythe (de)
- Giovanni Andrea Archetti (1775-1785), également archevêque titulaire de Chalcédoine (de)
- Ferdinando Maria Saluzzo (1785-1794), également archevêque titulaire de Théodosie (de)
- Lorenzo Litta (1794-1797), également archevêque titulaire de Thèbes (de)

### Près de laDeuxième république de Pologne
- Achille Ratti (1919-1921), également archevêque titulaire d'Adana (de)
- Lorenzo Lauri (1921-1926), également archevêque titulaire d'Éphèse (de)
- Francesco Marmaggi (1928-1935), également archevêque titulaire d'Andrinople-en-Hémimont (de)
- Filippo Cortesi (1936-1939), également archevêque titulaire de Siraces (de)

### Près dugouvernement polonais en exil
- Alfredo Pacini (1939-1940 ; à Paris), également archevêque titulaire de Germia (de)
- William Godfrey (1940-1945 ; à Londres), également archevêque titulaire de Cius (de)
- Filippo Cortesi (1945-1947), également archevêque titulaire de Siraces (de)

### Délégués apostoliques près de laRépublique populaire de Pologne
- Luigi Poggi (1975-1986), également archevêque titulaire de Forontoniana (de)
- Francesco Colasuonno (1986-1989), également archevêque titulaire de Truentum (de)

### Près de laTroisième République de Pologne
- Józef Kowalczyk (1989-2010), également archevêque titulaire d'Héraclée (de)
- Celestino Migliore (2010-2016), également archevêque titulaire de Canosa
- Salvatore Pennacchio (2016-2023), également archevêque titulaire de Montemarano (it)
- Antonio Guido Filipazzi (2023-en cours), également archevêque titulaire de Sutri (it)